# Okręg wyborczy Walthamstow
Okręg wyborczy Walthamstow powstał w 1885 i wysyłał do brytyjskiej Izby Gmin jednego deputowanego. Okręg został zlikwidowany w 1918, ale przywrócono go ponownie w 1974. Okręg obejmuje dzielnicę Walthamstow na terenie London Borough of Waltham Forest.

## Deputowani do brytyjskiej Izby Gmin z okręgu Walthamstow
| Wybory    | Deputowany                                                  | Partia                                                      |
| --------- | ----------------------------------------------------------- | ----------------------------------------------------------- |
| 1885      | Edward Buxton                                               | Partia Liberalna                                            |
| 1886      | William Makins                                              | Partia Konserwatywna                                        |
| 1892      | Edmund Byrne                                                | Partia Konserwatywna                                        |
| 1897      | Sam Woods                                                   | Liberalni Laburzyści                                        |
| 1900      | David Morgan                                                | Partia Konserwatywna                                        |
| 1906      | John Simon                                                  | Partia Liberalna                                            |
| 1918      | Okręg zniesiony. Zob.: Walthamstow East i Walthamstow West. | Okręg zniesiony. Zob.: Walthamstow East i Walthamstow West. |
| luty 1974 | Eric Deakins                                                | Partia Pracy                                                |
| 1987      | Hugo Summerson                                              | Partia Konserwatywna                                        |
| 1992      | Neil Gerrard                                                | Partia Pracy                                                |
| 2010      | Stella Creasy                                               | Partia Pracy                                                |